# Det våras för mormor

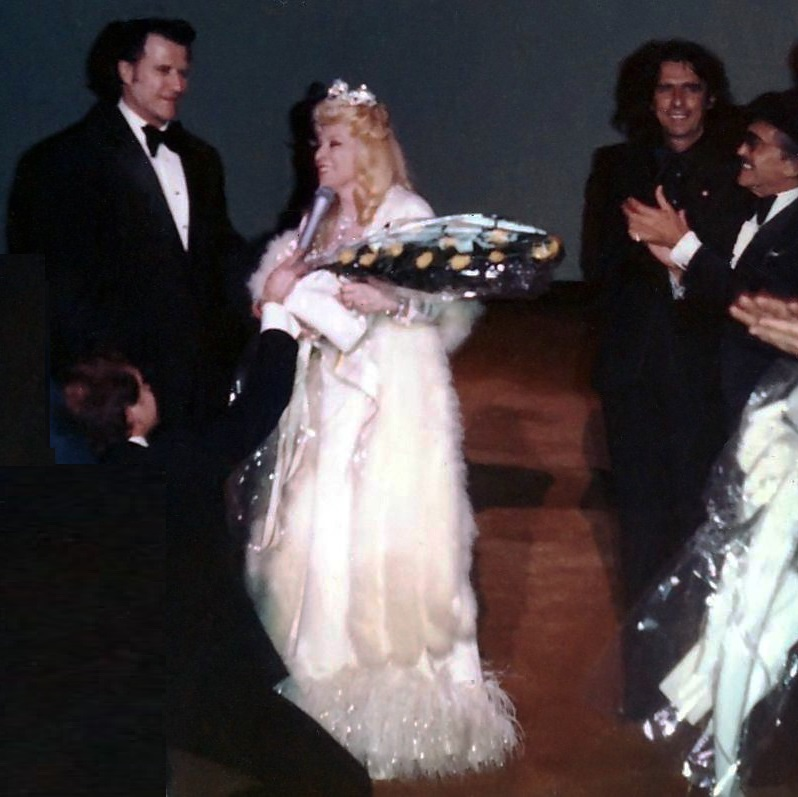
West håller tal på scenen till Cinerama Dome i Hollywood efter världspremiären 2 mars 1978 - bakom henne rollinnehavaren Alice Cooper och framför (på knä) Dom DeLuise.

Det våras för mormor (originaltitel Sextette) är en film med Mae West, Timothy Dalton, Dom DeLuise, Tony Curtis och George Hamilton från 1978. Filmen regisserades av Ken Hughes och bygger på en pjäs av West. Det var hennes sista film. Ett stort antal kändisar dyker upp i småroller, däribland Ringo Starr, Walter Pidgeon, George Raft, Keith Moon och Alice Cooper.
Filmen har, sin svenska titel till trots, ingenting med Mel Brooks att göra.
Filmen har gett upphov till en del rykten och vandringssägner, såsom att den 84-åriga Mae West inte kunde komma ihåg sina repliker och var tvungen att ha en öronsnäcka gömd under peruken för att bli matad repliker. Enligt Tony Curtis skulle öronsnäckan då ha tagit upp en polisradiofrekvens och West skulle ha sagt "There's a 608!". Timothy Dalton och Dom DeLuise har sagt att det inte alls är sant. Andra populära historier med osäker sanningshalt är att West skulle ha haft en käpp dold under sin klänning för att klara att gå samt att hon skulle ha väntat flera timmar i en hiss för att ingen i filmteamet sagt till henne att komma ut. 